# デニス・ダヴィドフ

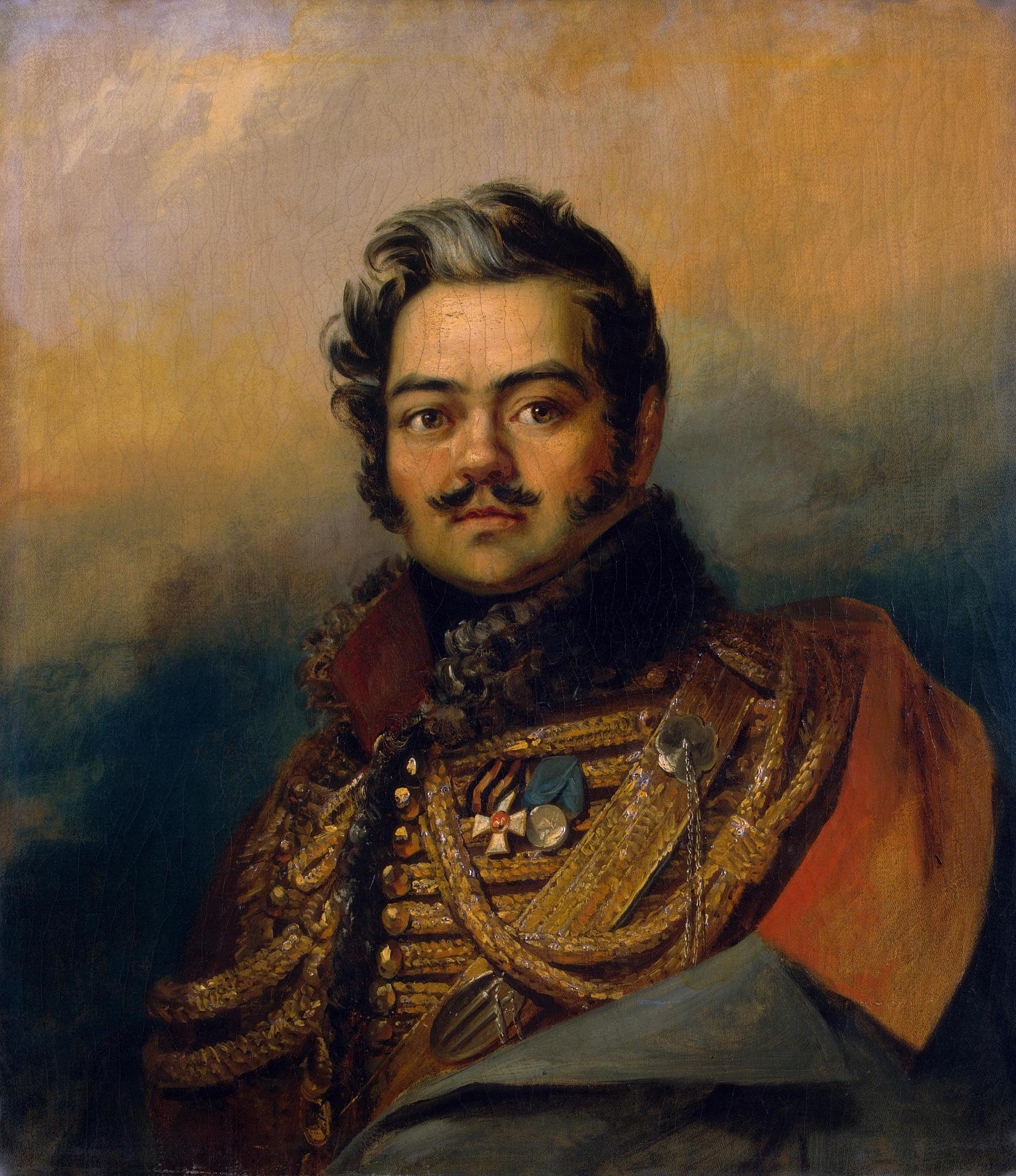
デニス・ダヴィドフ

デニス・ヴァシリエヴィチ・ダヴィドフ（ロシア語: Дени́с Васи́льевич Давы́дов, 1784年7月27日（ユリウス暦7月16日）‐ 1839年4月22日（ユリウス暦5月5日））は、ロシア帝国のナポレオン戦争時代の軍人で詩人。軍人としての階級は中将。
彼は快楽主義と虚勢のための軽騎兵の詩を創作し、とくに彼自身の人生をそのような詩文で形作った。

## 人物
ダヴィドフはロシア貴族の名家の傍流のとしてモスクワに生まれた。1812年祖国戦争の粘り強い戦闘の指導者としての称賛を得たのち、彼は19世紀最も人気のある人物の一人となった。アレクサンドル・プーシキンのサークルの青年たちは彼をロマン主義的英雄として見ていたし、デカブリストたちは彼のダヴィドフの集団をも同様に称賛した。
ダヴィドフの詩は彼がそうであったフサール騎兵と美食家の日記のように解された。それらの体系だった質とロシア的なことがベリンスキーによって称賛され、それら著作は、戦闘における勇気と、娼婦、ウォッカと真の友情としてそのテーマは呼ばれた。それらにおいて、彼は酒盛りを前にしたときと同様に戦闘前での「無謀であることの称賛」を歌っている。
彼の詩の中の言い回しはむしろ型破りであり、ときに彼の言葉は伏字に変えなければいかないものであった。しかしそれは常に精神に満ち、大いにリズムカルであった。
彼の後期の詩は大変若い女性との老いらくの恋に触発されたものである。これらは情熱的にセンチメンタルで彼のフサール韻文と同様に言い回しは生き生きとしてリズミカルで融通無碍である。
プーシキンはダヴィドフの詩作に高い評価を持っており、プーシキンは「ダヴィドフは自分に唯一無二のものになる術を示した」と述べている。

疾走するフサールの文学的な相貌はダヴィドフのあまり知られていない著作のいくつかによって伝えられた。それは反絶対主義的詩「頭と足」のようなものであり、ここでは彼は「皇帝と騎士の関係」を「足とともに、そして足の上でのみその生を保てる頭のようなもの」と描写している。
彼は『ゲリラ戦争についての随筆 』（1821年）と『デニス・ヴァシリエヴィチ・ダヴィドフの人生よりいくつかの出来事』を表した。この一連の軍歴の回想録は、レフ・トルストイが『戦争と平和』の資料に使用した。
ダヴィドフはトルストイの小説にはヴァシリー・デニソフの名で登場してもいる。ミルスキーによれば、彼は,「彼の自叙伝で、 彼は常にうまいわけではない、まごうことのない洒落と冗談の乱痴気騒ぎに耽溺している。彼の戦闘記録は新しく、活発で活気があるのである。すなわち、彼の回顧録には言語で最善の戦争の読物が含まれている」

デニス・ダヴィドフの墓には彫像があり、en:Novodevichy Conventのen:katholikonの出口の隣（外側から左）に位置している。